# Zaistovec
Zaistovec je naselje u Hrvatskoj u sastavu općine Svetog Petra Orehovca. Nalazi se u Koprivničko-križevačkoj županiji. 

## Zemljopis
Jugozapadno su Zrinšćina i Radoišće, zapadno-jugozapadno su Rovci, sjeverozapadno je Drašković, sjeverno-sjeveroistočno su Mokrice Miholečke i Fodrovec Riječki, sjeveroistočno su Brezje Miholečko, Gornji Fodrovec, Kusijevec i Donji Fodrovec, istočno-jugoistočno su Kapela Ravenska, jezero i Sela Ravenska, južno-jugoistočno je Ledina.

## Stanovništvo
| broj stanovnika | 274   | 311   | 358   | 417   | 417   | 528   | 511   | 480   | 490   | 485   | 465   | 423   | 358   | 326   | 284   | 262   | 229   |
|                 | 1857. | 1869. | 1880. | 1890. | 1900. | 1910. | 1921. | 1931. | 1948. | 1953. | 1961. | 1971. | 1981. | 1991. | 2001. | 2011. | 2021. |

## Poznate osobe
- Josip Starčević, katolički svećenik